# キスミイスノウ
『キスミイスノウ 〜まなつゆきとろけるしょうげん〜』は、2005年8月にリリースされた彩冷えるの通算6枚目のシングルである。発売元はSPEEDDISK。

## 解説
- キスミイスノウのPVを収録したDVD付き。
- 5000枚限定発売シングル。

## 収録曲
1. キスミイスノウ
  - 作詞・作曲：涼平
2. 頭がおかしい
  - 作詞・作曲：涼平